# Ilha de Santo André (Colômbia)

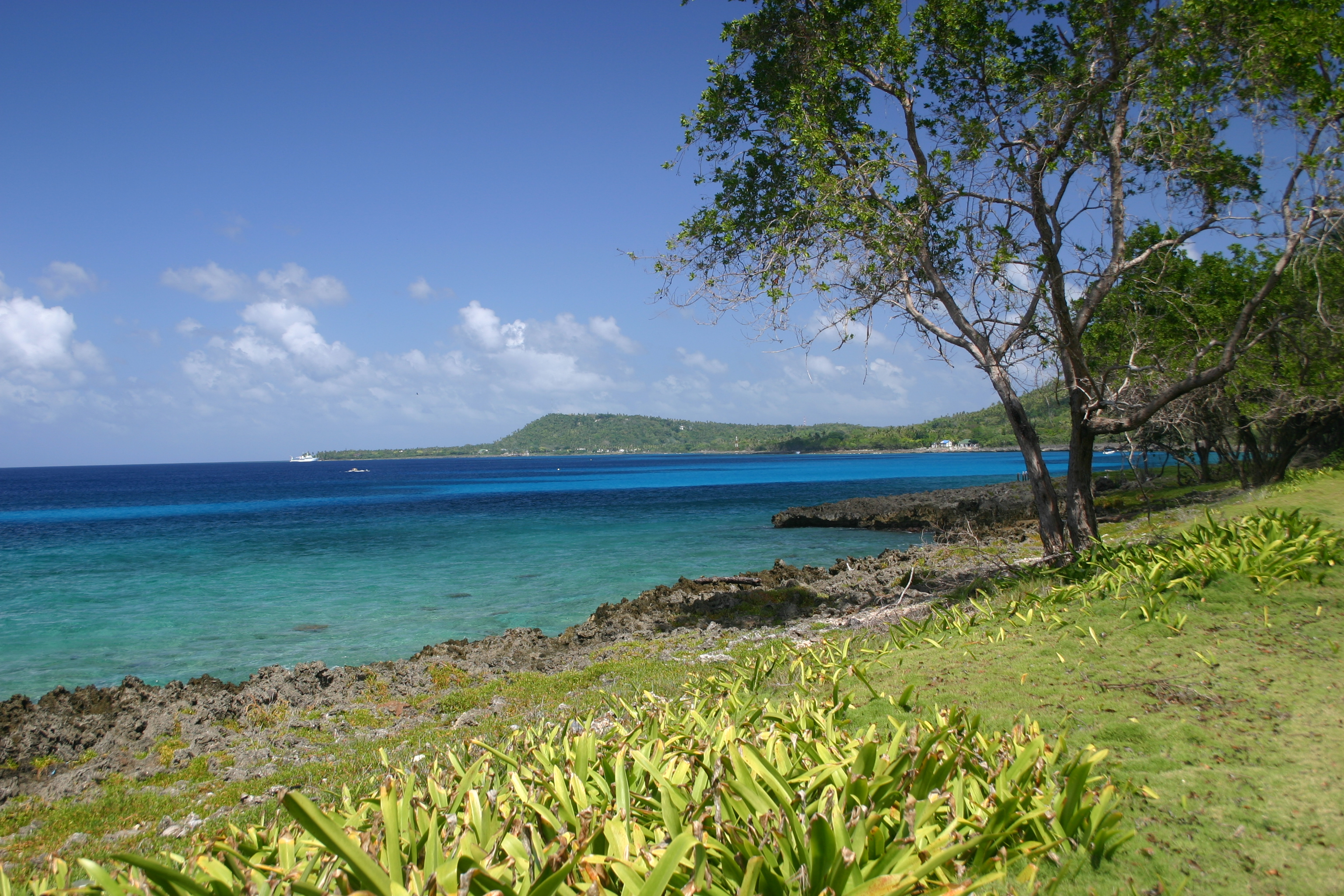
Vista da ilha.

A Ilha de Santo André (em castelhano:  Isla de San Andrés) é a maior das ilhas que formam parte do Arquipélago de Santo André, Providencia e Santa Catalina, que tem uma área total de 26 km². Pertence à Colômbia desde 1803, quando a Espanha a anexou política e administrativamente para o então Vice-reino de Nova Granada por meio da Real Ordem de San Lorenzo, de tal maneira que quando este território se emancipou em 1819, as ilhas foram anexadas de imediato à atual Colômbia.
Atualmente a Colômbia exerce o domínio sobre a ilha. Apesar da Nicarágua reclamar sobre a soberania desta e de outras ilhas adjacentes, a Corte Internacional de Justiça decidiu a soberania total sobre o arquipélago à Colômbia em 19 de novembro de 2012.

## Geografia

### Localização
Santo André está localizada no mar do Caribe, cerca de 191 km a leste da Nicarágua e a nordeste da Costa Rica e 775 km a noroeste da costa da Colômbia. Com 26 km² de área, é a maior ilha do arquipélago. A Ilha de Providência, a segunda maior, está situada a 80 km a noroeste.
Alguns acidentes geográficos da ilha são:
- Baías: Santo André, Haynes, Sound, Sprat e Southwest Cove.
- Pontas: North, South, Old e Evans.
- Ilhotas: Santander (Cotton Cay), Rocoso (Rocky Cay), Aquário (Rose Cay), Córdoba (Haynes Cay) e Sucre (Johnny Cay).

### Clima

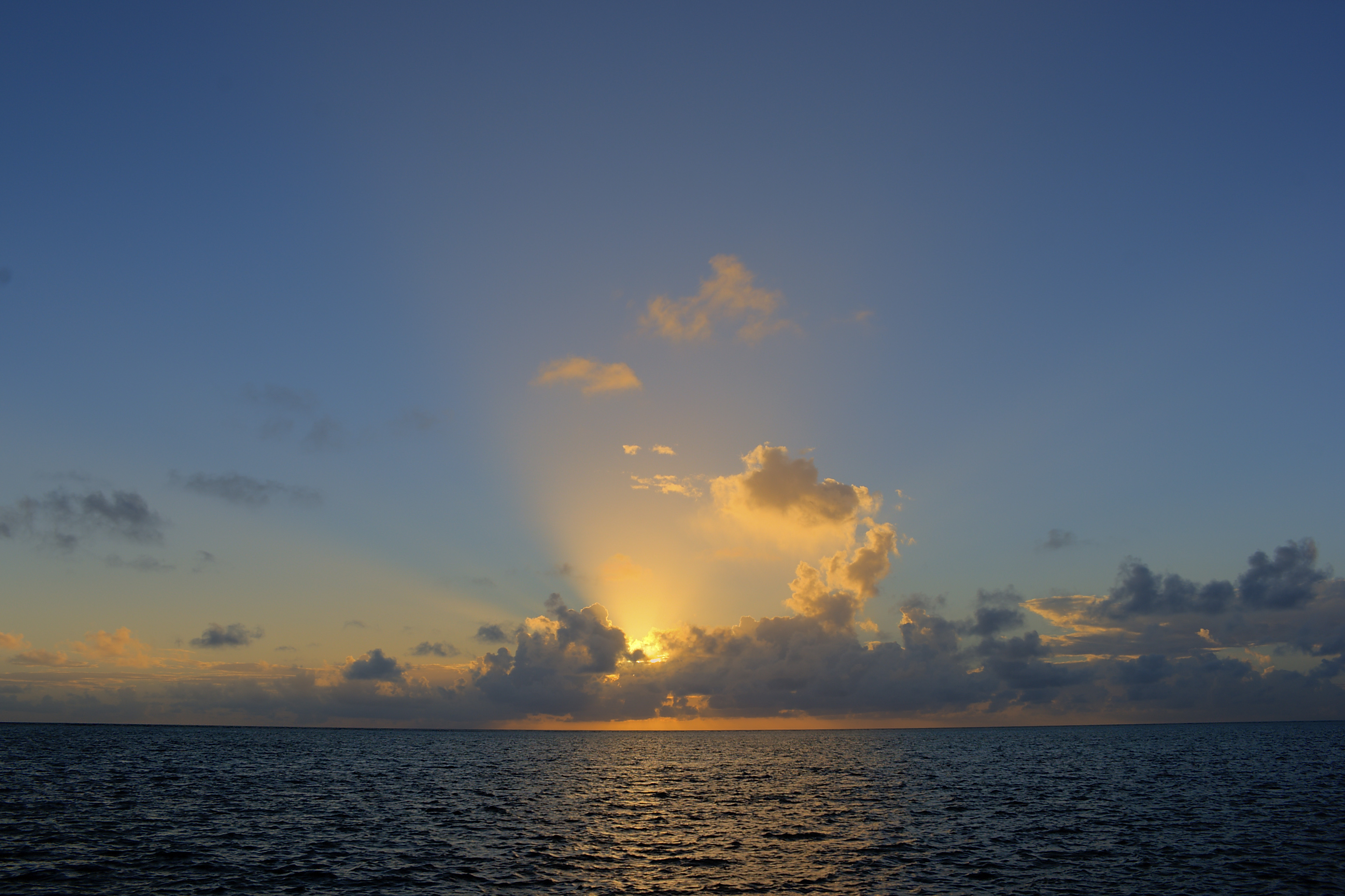
Entardecer em Santo André

O clima da ilha é quente, oscilando entre 26 °C e 29 °C, onde predominam duas estações: verão e inverno. Os ventos ajudam um pouco a aliviar o calor, geralmente soprando a leste, e quando há tempestades no Caribe os ventos sopram fortemente a noroeste. Em geral, durante o ano as chuvas são definidas por uma estação seca e outra chuvosa: a primeira tem uma duração variável, podendo chegar a cinco meses consecutivos, enquanto os meses seguintes são chuvosos, com ventos fortes no final do ano.

### Terreno
Santo André é atravessada de norte a sul por uma pequena cadeia de colinas cujo pico mais alto é o Cerro La Loma, com cerca de 85m de altitude. A geologia de Santo André indica que a sua formação é devida à erupção de um antigo vulcão que lançou pedras do fundo marinho para a superfície, criando a maioria das ilhas.
Além disso, a ilha é limitada a oeste por um pequeno recife de coral e de diversas ilhotas que abrigam variada fauna e flora marinha. Por esse motivo as ilhas são visitadas por muitos turistas a cada ano.

### Povoações
- North End (Cidade de Santo André) é o principal núcleo urbano, onde está situada a administração departamental, o comércio, os bancos, vários hotéis e o aeroporto. Na baía vizinha de Santo André, funciona o porto de Cove.
- La Loma é um outro centro urbano, habitado pela população nativa (raizal), que se encontra situada no centro da ilha, e é caracterizado por uma série de colinas (Flowers, Orange, Shingle e Lion's Hill).
- Ao sul da ilha está San Luis, um povoado raizal, que agora também possui estabelecimentos turísticos.

## Culinária

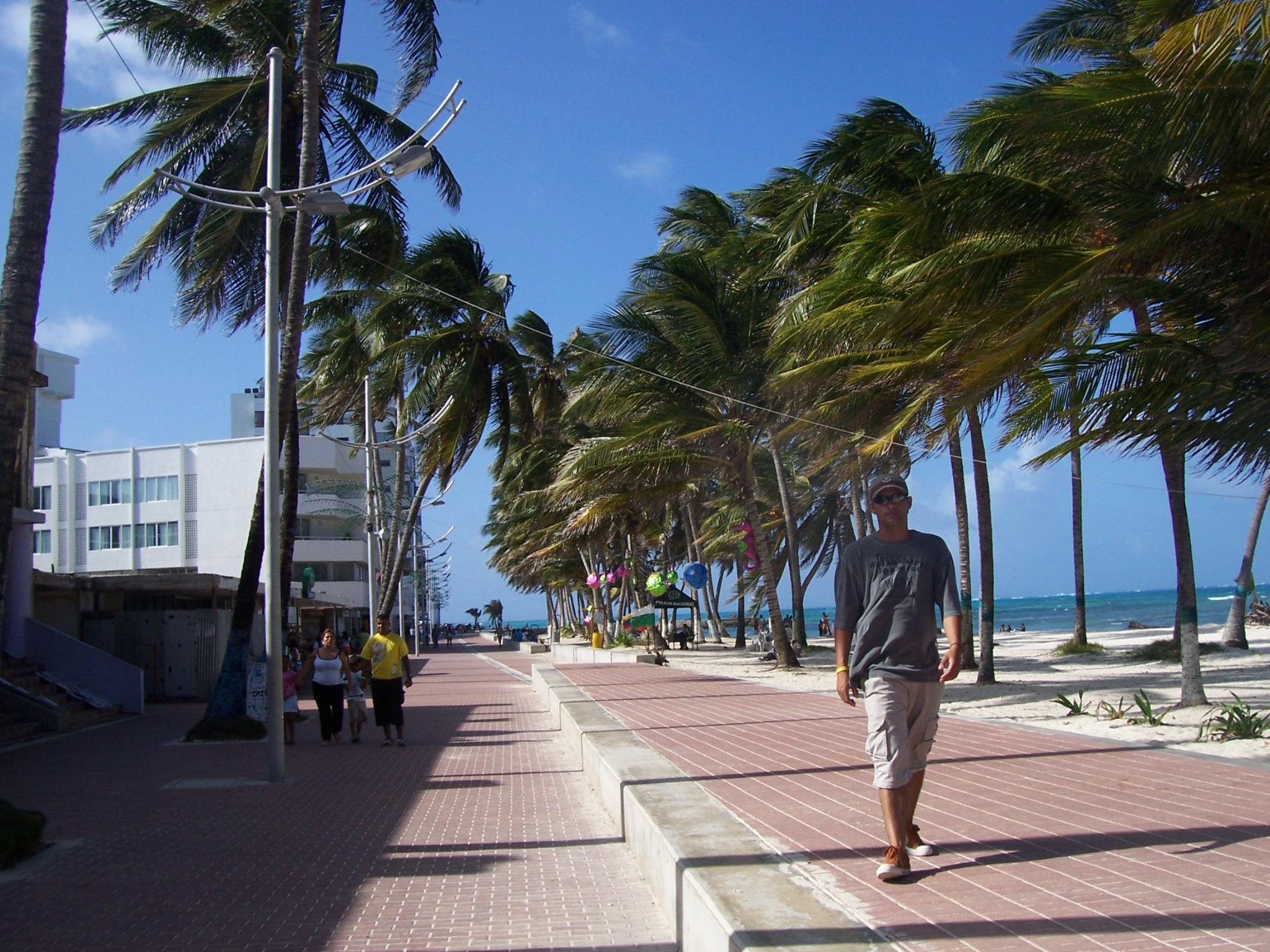
Diego Salcedo, caminhada na praia de Santo André.

Peixe e frutos do mar são comuns na cozinha da ilha, com receitas que incluem mariscos, lagostins, caranguejos e anchova. Os principais acompanhamentos são o arroz de coco, patacão, mandioca, inhame, fruta-pão e feijão.
Alguns dos pratos típicos de Santo André são o rondón, bolinho de peixe, sopa de caracol, e o caracol cozido, bem como diversas preparações com carne bovina e de porco.
Entre as sobremesas tradicionais da ilha estão a cocada, a bala de coco, o gergelim doce e a torta de abóbora, de milho e de banana.

## Economia
A economia do Departamento de Santo André e Providência está baseada principalmente no turismo e no comércio; chegam diariamente às ilhas vários aviões provenientes de diferentes cidades colombianas e alguns do estrangeiro, à procura de descanso e relaxamento; as atividades anteriores são complementadas pelas da agricultura e pesca de caranguejos, anchovas e camarões, que são insuficientes para abastecer as ilhas, o que significa que a maior parte do consumo diário de alimentos deve ser importada do interior do país, tanto para os nativos quanto para os turistas. O principal produto agrícola comercialmente explorado no arquipélago foi o coco, mas também se produzia abacates, cana-de-açúcar, manga, laranja, inhame, noni, mandioca e banana. Produções que entraram em decadência ao longo dos anos por danos ao solo e à urbanização de muitas áreas.
Segundo o censo de 2005, 55,1% dos estabelecimentos do município de Santo André se dedicam ao comércio, 29,9 ao setor de serviços, 4,6% à indústria e os 10,5% restantes a outras atividades.

## Situação social

Mapa urbano da ilha de Santo André

Um dos problemas que mais aflige os habitantes é a superpopulação a qual se dá principalmente pela imigração a partir da Colômbia continental, motivada fundamentalmente pelo estabelecimento da figura de Porto Livre para San Andrés concedida pelo governo de Gustavo Rojas Pinilla em 1953 com o intuito de dinamizar a economia da ilha e atrair turistas.
A população nativa raizal conseguiu o reconhecimento da sua identidade e direitos fundamentais na Constituição da Colômbia de 1991. A sua língua, o inglês crioulo de San Andrés, kríol ou creole english, é reconhecido como oficial no arquipélago desde 1991. Também se estabeleceu a liberdade e igualdade religiosa; no entanto, a perda de terras dos camponeses ilhéus, o esgotamento dos poços de água, o saque de pesca pelos grandes navios dos Estados Unidos e o dano ecológico nas áreas marinhas próximas da praia, constituem uma grande série de problemas ainda por resolver, especialmente tendo em conta que nem todas as disposições constitucionais estão a ser implementadas.

### Água potável e saneamento básico
Durante os últimos cinco anos, o governo da Colômbia liderou a recuperação da unidade de abrandamento e colocou em funcionamento uma nova central de dessalinização para produzir 70 litros de água potável por segundo. No entanto, a maioria dos habitantes nativos da ilha não tem nenhuma fonte fixa, sendo que a água é racionada e distribuída e vendida por caminhões tanque das centrais para a ilha. Nas altas temporadas os habitantes vivem maior escassez de água, especialmente nas áreas centrais e costeiras distantes da zona turística. Assim os hotéis e estabelecimentos turísticos têm prioridade quando se trata de receber água potável.
Até o momento, o governo colombiano investiu cerca de 14.500 milhões de pesos na construção de novas redes de abastecimento de água e saneamento básico. Ele também concluiu a instalação de um emissário submarino em Santo André, com um investimento de 2.100 milhões de pesos.

### Infraestrutura
O Governo da Colômbia liderou a recuperação de espaços públicos da ilha através da construção do Boulevard Spratt Bight, o passeio da Avenida Newball e a reabilitação dos parques Central e Simón Bolívar. Ele também investiu 29.000 milhões de pesos para a pavimentação de estradas 2500 Plan, em Santo André e Providencia.
Entre os projetos que se priorizaram estão no melhoramento e na manutenção da Circunvolar de Santo André, que já executou a um custo de 1.715 milhões de pesos. Além disso, realizou-se a remodelação do aeroporto de Santo André e a repavimentação da pista. Da mesma forma, se investiu 12.300 milhões de pesos na expansão das redes de distribuição de energia elétrica, trabalho que atualmente está em processo e que vai beneficiar cerca de 30 por cento do total dos usuários residentes.

## Turismo
Durante os últimos três anos, o número de turistas aumentou em Santo André. Passou de 341.293 turistas em 2003 a 377.619 no ano passado, dos quais 292.741 são nacionais e 84.878 são estrangeiros.
Em julho de 2011, o arquipélago recebeu 23.000 turistas mais do que o anterior, no mesmo período. Além disso, eles têm investido 27 bilhões na infraestrutura hoteleira.

### Atrações turísticas
Entre os pontos turísticos da ilha, são listados:
- North End, como é localmente conhecido o centro de Santo André, onde se concentra a zona hoteleira, comercial, bancária e governamental.
- Casa Museu da Ilha, a qual foi criada pelos nativos, a fim de informar aos visitantes sobre a cultura e o costumes dos habitantes.
- La Loma, uma localidade habitada quase em sua totalidade pelos nativos da ilha e um dos melhores lugares para apreciar a arquitetura tradicional da ilha.
- A Ilhota Santander (ou Coton Cay), que está localizada em frente ao cais e perto da costa da Baía de Santo André; deve seu nome aos colonos ingleses que depositavam ali culturas de algodão e coco.
- O Cliff ou Peñón, formação calcária que rodeia o aeroporto, e que consiste em uma parede rochosa de cerca de 30 metros de altura acima do nível do aeroporto.
- Cocoplumbay, praia situada na localidade de San Luis, frente a Ilhota Rocoso; devido à sua pouca profundidade, a sua areia branca e os verdes/azuis do mar, é um sítio preferido pelos turistas.
- La Piscinita, formação natural construída pelo mar na rocha coralina que rodeia a ilha.

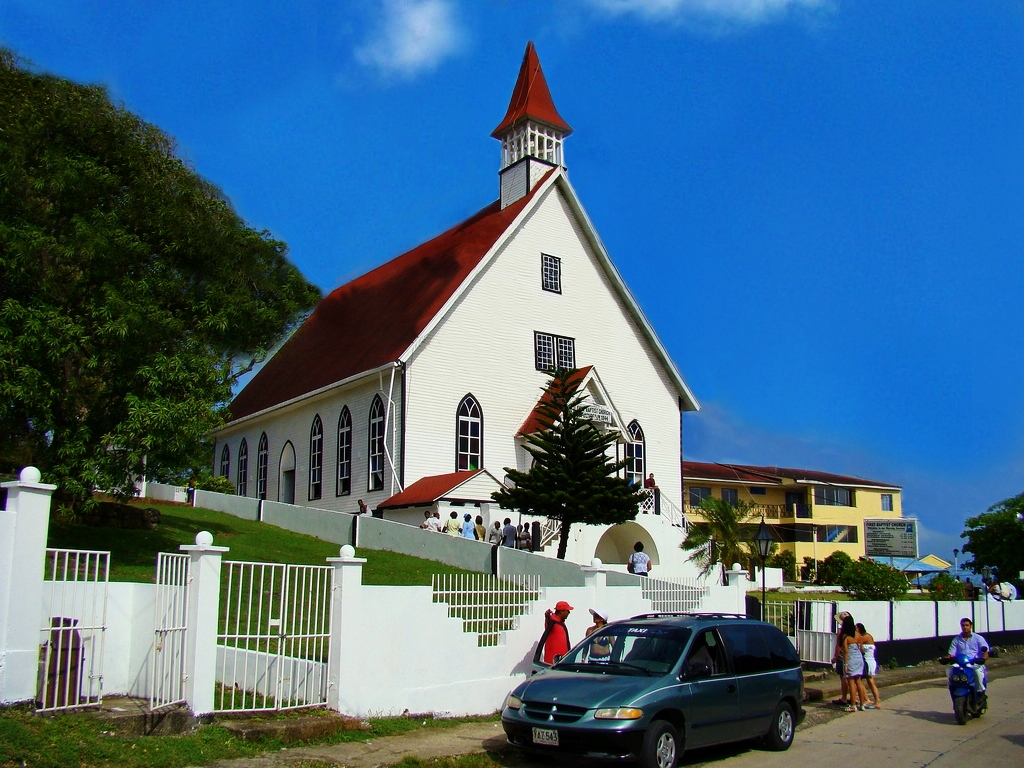
Igreja Batista, localizada em Santo André
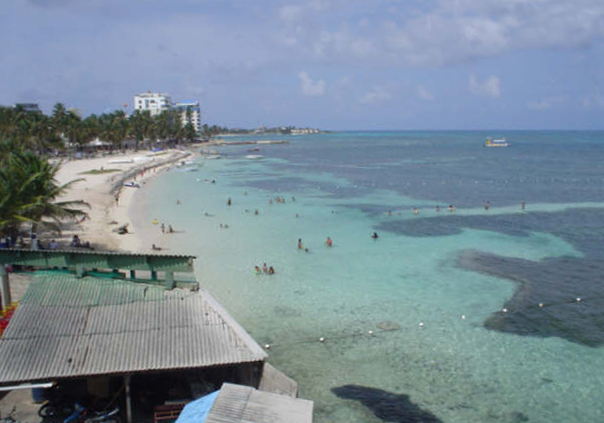
Baía de Santo André
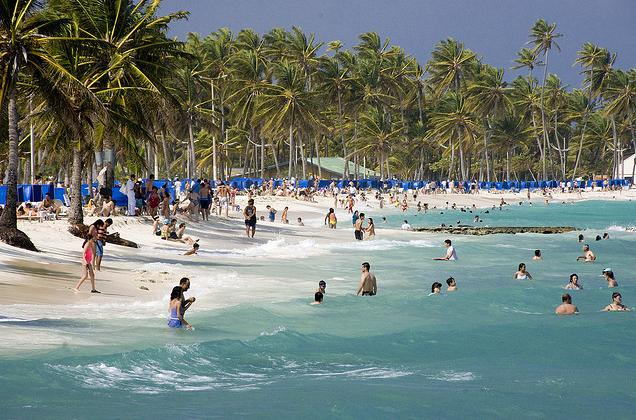
Praias de Santo André
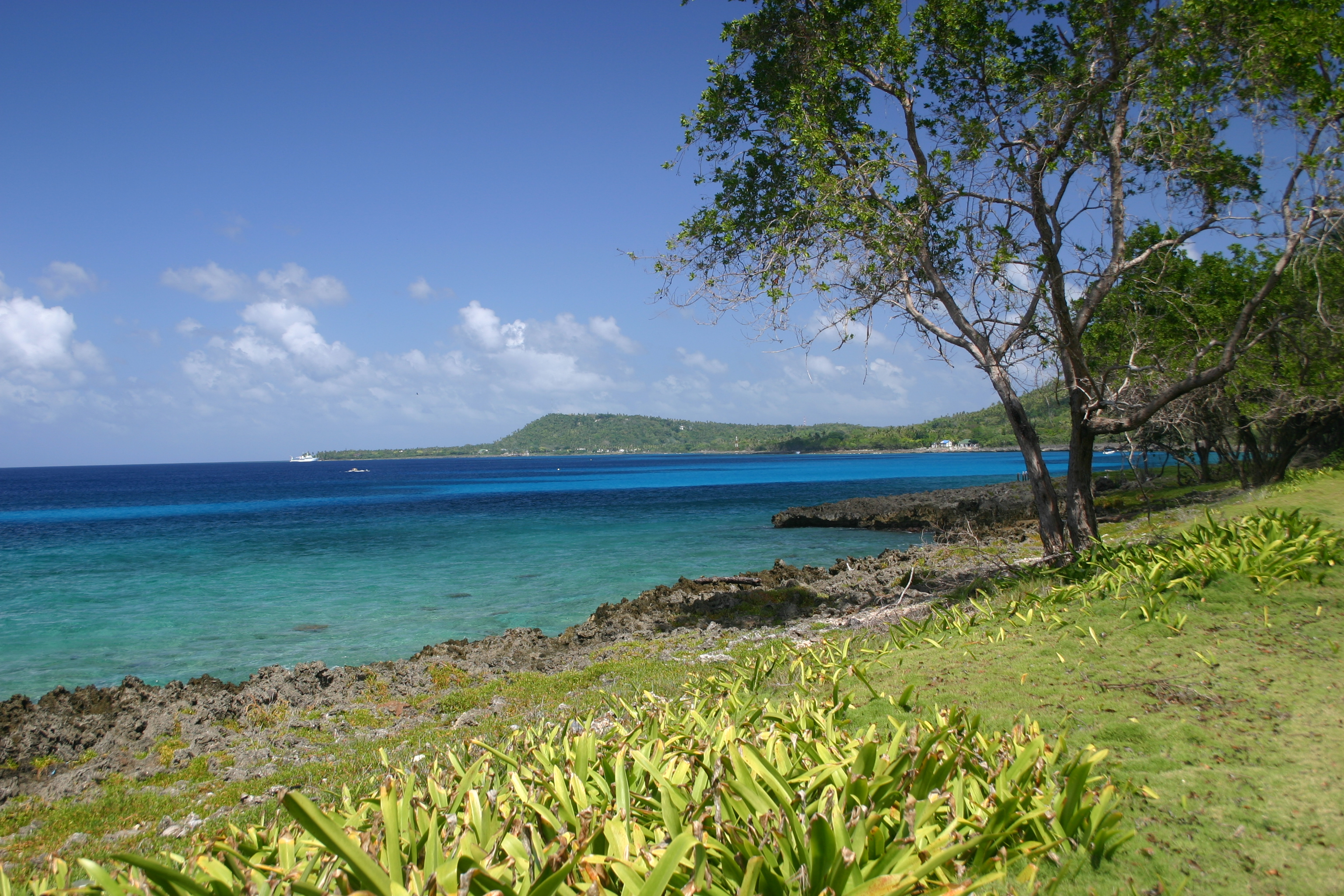
Paisagem de Santo André
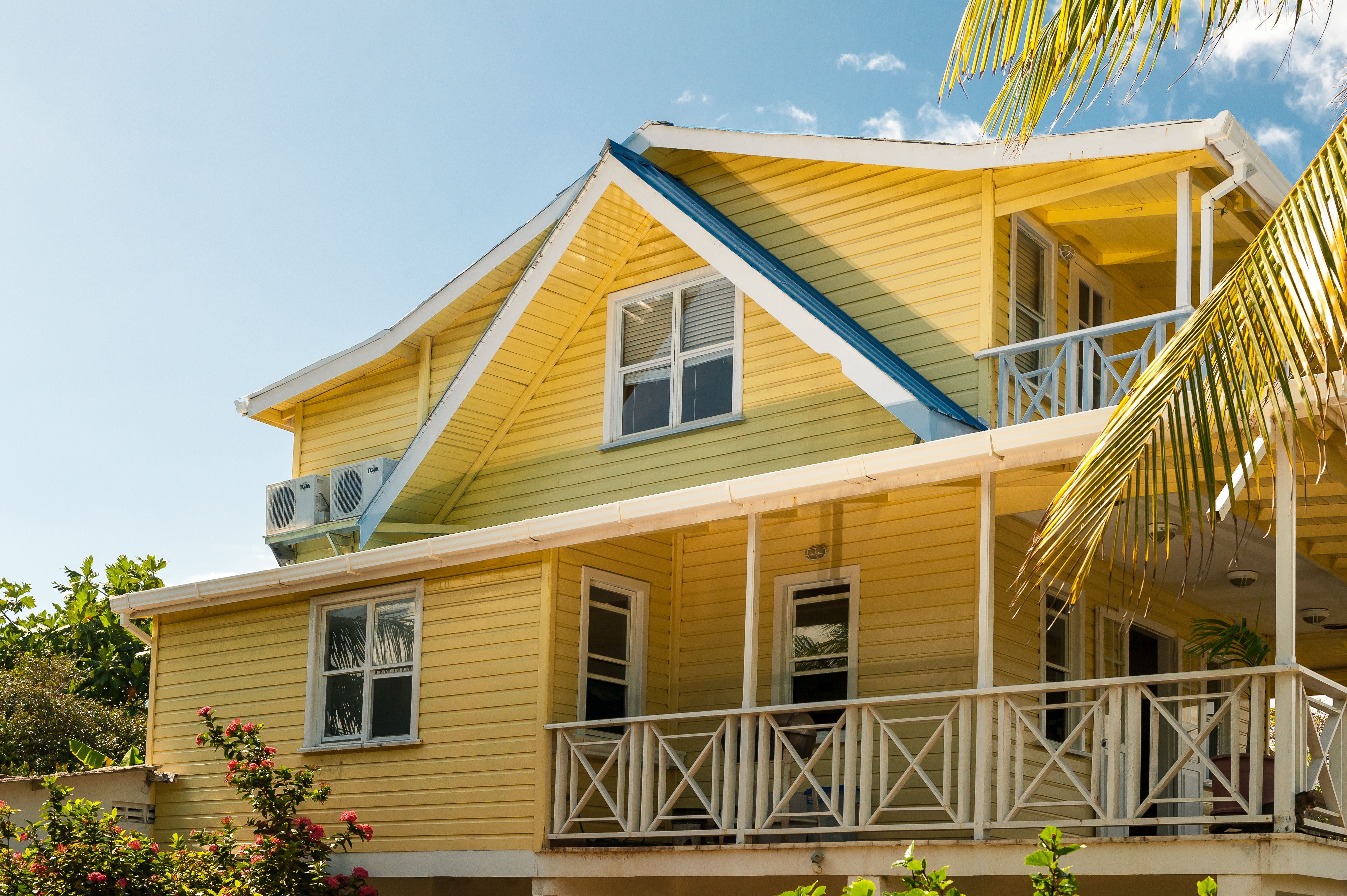
Casa típica da Isla de Santo André